# کااسیا کولسا
کااسیا کولسا (انگلیسی: Kasia Kulesza؛ زادهٔ ۲۹ اوت ۱۹۷۶) ورزشکار شنای موزون اهل کانادا است.
وی در مسابقات کشوری و بین‌المللی در مجموع برندهٔ ۱ مدال طلا، ۲ مدال نقره شده‌است.